# Royal Quest
Royal Quest — масова багатокористувальницька онлайн-гра, розроблена компанією Katauri Interactive. Анонс відбувся в жовтні 2010 року, реліз — 10 квітня 2012. Розповсюджується гра за моделлю Free to Play.

## Сюжет
Події MMORPG Royal Quest розгортаються у світі Аура, де пліч-о-пліч уживаються магія, технологія і алхімія.
Аурі загрожує небезпека у вигляді чорних алхіміків, котрі вторглися з іншого світу аби добути вкрай рідкісний і цінний мінерал еленіум, який володіє унікальними властивостями. Проте для його використання алхімікам потрібні душі людей. Для організації опору ворогам, король розшукує відважних героїв, здатних назавжди вигнати загарбників. Як нагороду героям він пропонує титули, замки і прилеглі маєтки.

## Ігровий процес
В Royal Quest гравці створюють персонажів, налаштовуючи їхні стать, вигляд і вводячи ім'я. Персонажі подорожують ігровим світом і борються з різноманітними чудовиськами та між собою. В режимі PvPvE вони борються як один проти одного, так і проти чудовиськ. В PvE доступне дослідження підземель, пошук скарбів і битви з чудовиськами та ігровими босами. Проти босів гравці повинні об'єднувати зусилля, оскільки самотужки перемогти їх надто складно. З переможених ворогів отимуються досвід і корисні предмети, залежно від рівня ворога.
У грі реалізована взаємодія стихій. Наприклад, вогняний меч не завдає ушкоджень вогняним чудовиськам, але їх можливо подолати льодяним.

### Ігрові класи
У грі можна створити свого героя для кожного з яких можна налаштувати зовнішній вигляд і вибрати один з чотирьох стартових класів. Згодом, розвинувши персонажа до 20-го рівня в міру набору досвіду, гравець повинен вибрати одну з двох спеціалізацій свого класу. Спеціалізації впливають на доступну зброю, екіпіровку і набір унікальних навичок і вмінь. Максимум персонаж здатний розвинутися до 60-го рівня.
- Мечники — вирізняються силою та витривалістю, використовують зброю ближнього бою й легко управляються з мечем і щитом. Мечники мають унікальну здатність підсилювати власний захист і союзників, а також володіють верховою їздою. З часом можуть вибрати професію Хрестоносця або Лицаря Темряви. Хрестоносці опановують лікувальні закляття, надихають союзників, тоді як Лицарі Темряви лікуються від страждань ворогів, ослабляють їх і невразливі до атак нежиті.
- Лучники — стрільці, які вирізняють влучністю і швидкістю. Можуть розвинутися в Мисливця або Снайпера. Мисливці опановують приховування і влаштовування пасток, а Снайпери — стрільбу з вогнепальної зброї та використання автоматики.
- Маги — керують стихіями природи, завдяки чому мають багато тактик, але не можуть носити обладунки. З часом розвиваються у Чарівників або Чорнокнижників. Чарівники отримують широкий вибір заклять, зокрема для захисту союзників. Чорнокнижники ж вивчають руйнівну магію хаосу, відкидаючи магію стихій, і отримують здатність лікуватися від страждань ворогів.
- Злодії — спеціалізуються на шпигунстві і диверсіях, вирізняються швидкістю і спритністю. Розвиваються у Розбійника або Ассасина. Розбійники отримують нові можливості для грабунків, обманів та знешкодження противників. Ассасини стають швидшими і непомітнішими та вивчають отрути.

### Гільдії
Будь-який гравець може створити гільдію — об'єднання гравців, внісши певну суму ігрової валюти. Члени гільдії отримують більше досвіду особливі навички гільдії. Гільдії можуть оголошувати війну іншим гільдіям, але не більше як 5 одночасно. Члени ворогуючих гільдій можуть вбивати один одного у всіх локаціях, окрім столиці і стартових локацій, а також невеликих мирних зон.

## Оцінки і відгуки
Сайт Kanobu.ru в огляді версії гри, доступної для відкритого бета-тесту, зазначив, що гра не має чіткого сюжету, проте має цікавий ігровий процес, особливо схвалення отримала система елементів. Разом з тим було виділено, що ігрові класи надто схожі між собою, а гра загалом має багато відомих штампів.
Журнал «Мир Фантастики» також поставив 7/10, зробивши висновок: «Хоча остаточні висновки робити ще рано, дебют Katauri в ніші багатокористувацьких RPG відбувся і виглядає цілком вдалим. Чи оцінить по достоїнству вітчизняну новинку масовий гравець, покаже час».

### Нагороди
- КРИ 2012: «Найкраща гра КРИ 2012», «Найкраща клієнтська онлайн-гра», «Найкращий ігровий дизайн»[5].